# Władysław Bojarski (artysta)
Władysław Bojarski (ur. 1843 – zm. 1912) – warszawski artysta specjalizujący się w drzeworycie, tworzący w latach 1861-1887. W latach 1863–1871 przebywał na zesłaniu w Rosji za uczestnictwo w powstaniu styczniowym. Współpracował z polskimi czasopismami "Tygodnikiem Ilustrowanym", "Wieńcem" i "Drzeworytnią Warszawską".